# شياو تشيان
شياو تشيان (بالصينية: 萧乾) هو صحفي ومترجم وكاتب صيني، ولد في 27 يناير 1910 في بكين في الصين، وتوفي في 11 فبراير 1999.